# Komitat Hajdú-Bihar
Das Komitat Hajdú-Bihar [ˈhɒjduː ˈbihɒr] (ungarisch Hajdú-Bihar vármegye) ist ein Verwaltungsbezirk in Osten Ungarns. Es hat eine Fläche von 6.210,39 km² und 520.550 Einwohner (Stand 2024). Der Komitatssitz befindet sich in Debrecen, weitere wichtige Städte sind Hajdúböszörmény und Hajdúszoboszló.
Das Komitat grenzt im Osten an Rumänien sowie an die Komitate Békés, Jász-Nagykun-Szolnok, Borsod-Abaúj-Zemplén und Szabolcs-Szatmár-Bereg.

## Geographie
Die Gegend ist flach und hat Anteil an der Großen Ungarischen Tiefebene. Im Westen erreicht das Komitat die Theiß.

## Gliederung
Durch die Regierungsverordnung Nr. 218/2012 vom 13. August 2012 wurden zum 1. Januar 2013 die statistischen Kleinregionen (ungarisch kistérség) abgeschafft und durch eine annähernd gleiche Anzahl von Kreisen (ungarisch járás) ersetzt. Die Kleingebiete blieben für Planung und Statistikzwecke noch eine Zeitlang erhalten, wurden dann aber am 25. Februar 2014 endgültig abgeschafft. Bis zur Auflösung gab es neun Kleingebiete im Komitat. Im Zuge dieser Reform erfuhren sämtliche Gebiete einen neuen Zuschnitt. 

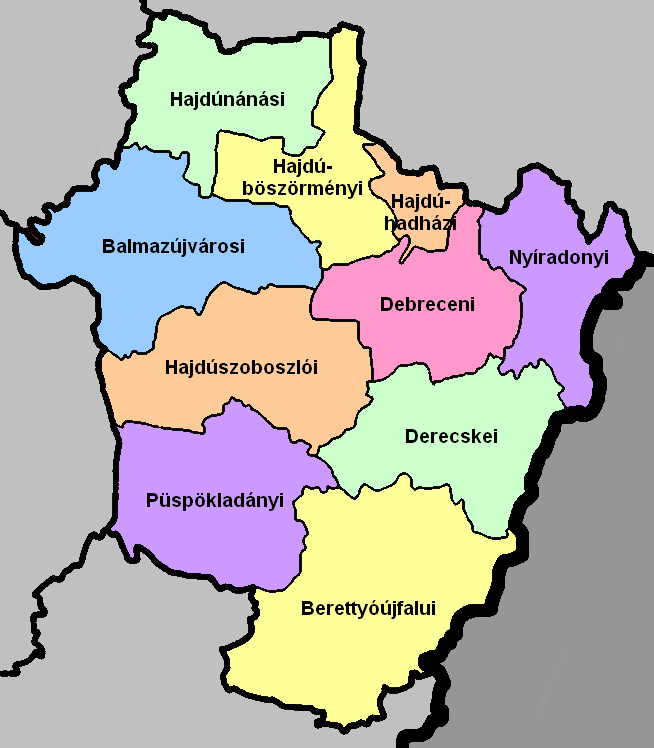
Kreise des Komitats Hajdú-Bihar

### Ehemalige Einteilung
Bis Ende 2012 existierten folgende Kleingebiete (kistérség) im Komitat Hajdú-Bihar.
| Code | Kleingebiet         | Verwaltungssitz | Einwohner (31. Dezember 2012) | Fläche in km² | Anzahl der Gemeinden | davon Städte |
| ---- | ------------------- | --------------- | ----------------------------- | ------------- | -------------------- | ------------ |
| 3901 | Balmazújváros       | Balmazújváros   | 29.002                        | 731,24        | 4                    | 2            |
| 3902 | Berettyóújfalu      | Berettyóújfalu  | 51.928                        | 1225,54       | 29                   | 3            |
| 3903 | Debrecen            | Debrecen        | 208.738                       | 498,58        | 2                    | 1            |
| 3904 | Hajdúböszörmény     | Hajdúböszörmény | 57.592                        | 731,05        | 3                    | 3            |
| 3905 | Hajdúszoboszló      | Hajdúszoboszló  | 34.288                        | 506,74        | 4                    | 1            |
| 3906 | Polgár              | Polgár          | 13.956                        | 383,86        | 6                    | 1            |
| 3907 | Püspökladány        | Püspökladány    | 49.764                        | 954,95        | 13                   | 3            |
| 3908 | Derecske-Létavértes | Létavértes      | 35.221                        | 542,88        | 10                   | 2            |
| 3909 | Hajdúhadház         | Hajdúhadház     | 60.863                        | 635,62        | 11                   | 5            |

### Aktuelle Einteilung
Das Komitat Hajdú-Bihar gliedert sich in 16 Kreise (ungarisch járás) mit 82 Ortschaften: die Stadt Debrecen mit Komitatsrecht (ungarisch Megyei jogú város), 20 Städte ohne Komitatsrecht (ungarisch város), 10 Großgemeinden (ungarisch nagyközség) und 51 Gemeinden (ungarisch község).
| Ortschaftstyp             | Anzahl | Fläche (in km²) | Fläche (in km²) | Fläche (in km²) | Bevölkerung am 1. Januar 2016 | Bevölkerung am 1. Januar 2016 | Bevölkerung am 1. Januar 2016 | Bevölkerungs- dichte (Ew/km²) |
| Ortschaftstyp             | Anzahl | absolut         | anteilig        | im Durchschnitt | absolut                       | anteilig                      | im Durchschnitt               | Bevölkerungs- dichte (Ew/km²) |
| ------------------------- | ------ | --------------- | --------------- | --------------- | ----------------------------- | ----------------------------- | ----------------------------- | ----------------------------- |
| Stadt mit Komitatsrecht   | 1      | 461,66          | 7,43 %          |                 | 203.059                       | 37,96 %                       |                               | 439,8                         |
| Städte ohne Komitatsrecht | 20     | 2.852,33        | 45,93 %         | 142,62          | 224.541                       | 41,97 %                       | 11.227                        | 78,7                          |
| Großgemeinden             | 10     | 688,94          | 11,09 %         | 68,89           | 32.030                        | 5,99 %                        | 3.203                         | 46,5                          |
| Gemeinden                 | 51     | 2.207,46        | 35,54 %         | 43,28           | 75.344                        | 14,08 %                       | 1.477                         | 34,1                          |
| Komitat Hajdù-Bihar       | 82     | 6.210,39        |                 | 75,74           | 534.974                       |                               | 6.524                         | 86,1                          |

Die derzeitigen Kreise sind:
| Code | Kreis           | Kreissitz       | Einwohner (1. Januar 2013) | Fläche in km² | Anzahl der Gemeinden | davon Städte |
| ---- | --------------- | --------------- | -------------------------- | ------------- | -------------------- | ------------ |
| 093  | Balmazújváros   | Balmazújváros   | 30.488                     | 827,45        | 5                    | 2            |
| 094  | Berettyóújfalu  | Berettyóújfalu  | 45.539                     | 1.073,90      | 25                   | 3            |
| 095  | Debrecen        | Debrecen        | 217.217                    | 531,12        | 2                    | 2            |
| 096  | Derecske        | Derecske        | 41.820                     | 650,30        | 13                   | 2            |
| 097  | Hajdúböszörmény | Hajdúböszörmény | 40.424                     | 471,43        | 2                    | 2            |
| 098  | Hajdúhadház     | Hajdúhadház     | 22.328                     | 137,02        | 3                    | 2            |
| 099  | Hajdúnánás      | Hajdúnánás      | 29.638                     | 547,27        | 6                    | 2            |
| 100  | Hajdúszoboszló  | Hajdúszoboszló  | 43.175                     | 732,65        | 5                    | 2            |
| 101  | Nyíradony       | Nyíradony       | 29.846                     | 510,28        | 9                    | 2            |
| 102  | Püspökladány    | Püspökladány    | 40.877                     | 729,04        | 12                   | 2            |

### Größte Städte und Gemeinden
| Stadt/Gemeinde  | Einwohner (1. Januar 2016) |
| --------------- | -------------------------- |
| Debrecen        | 203.059                    |
| Hajdúböszörmény | 30.951                     |
| Hajdúszoboszló  | 23.735                     |
| Balmazújváros   | 17.421                     |
| Hajdúnánás      | 17.038                     |
| Berettyóújfalu  | 14.816                     |
| Püspökladány    | 14.511                     |
| Hajdúsámson     | 13.039                     |
| Hajdúhadház     | 12.747                     |
| Nádudvar        | 8.697                      |
| Hajdúdorog      | 8.622                      |
| Derecske        | 8.612                      |
| Polgár          | 7.908                      |

| Stadt/Gemeinde | Einwohner (1. Januar 2016) |
| -------------- | -------------------------- |
| Nyíradony      | 7.714                      |
| Létavértes     | 7.108                      |
| Téglás         | 6.321                      |
| Kaba           | 5.807                      |
| Hosszúpályi1   | 5.632                      |
| Komádi         | 5.341                      |
| Vámospércs     | 5.322                      |
| Egyek1         | 5.030                      |
| Tiszacsege     | 4.684                      |
| Mikepércs2     | 4.576                      |
| Ebes2          | 4.435                      |
| Biharkeresztes | 4.147                      |

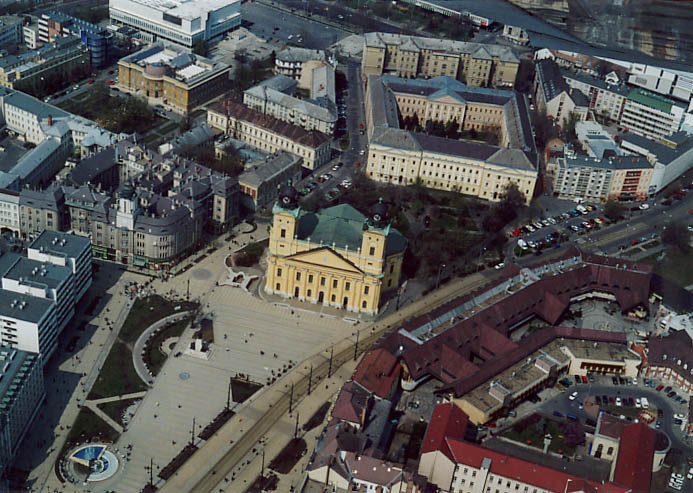
Luftaufnahme: Debrecen

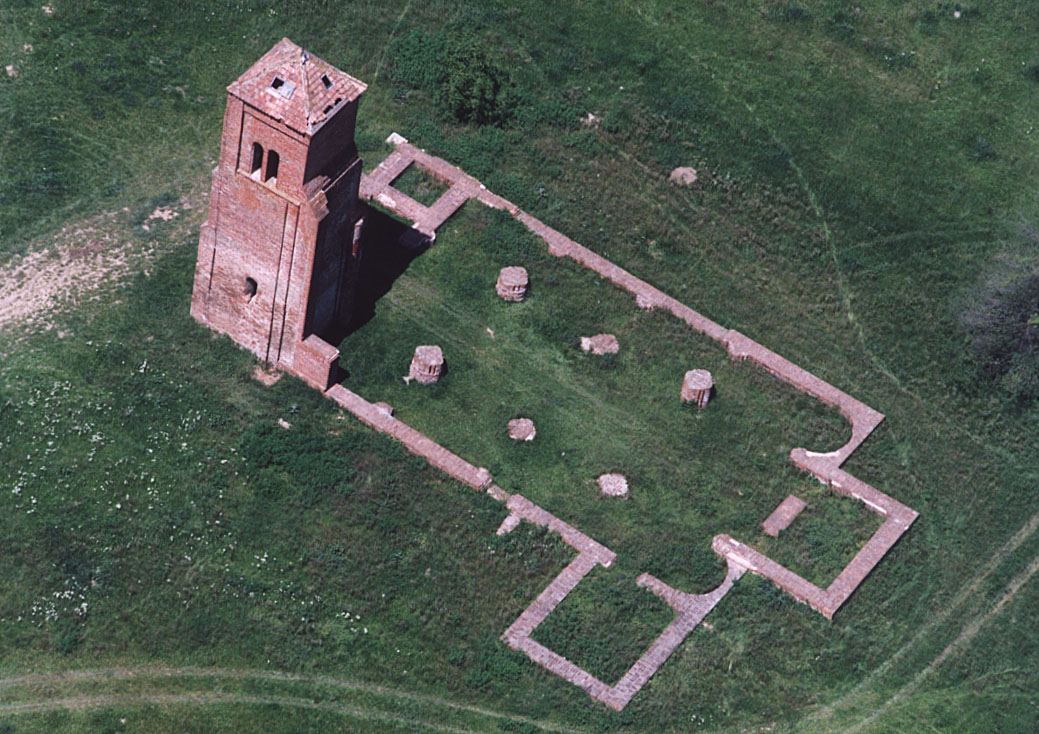
Kirchenruine in Berettyóújfalu

Ortschaften ohne Zusatz sind Städte.

1 Großgemeinden (nagyközség), 2 Gemeinden (község)

## Bevölkerungsentwicklung

### Bevölkerungsentwicklung des Komitats
Fettgesetzte Datumsangaben sind Volkszählungsergebnisse.
| Datum       | Einwohnerzahl | Datum      | Einwohnerzahl |
| ----------- | ------------- | ---------- | ------------- |
| 01.01.19601 | 522.787       | 01.01.2007 | 545.641       |
| 01.01.1970  | 524.952       | 01.01.2008 | 543.802       |
| 01.01.1980  | 551.448       | 01.01.2009 | 542.192       |
| 01.01.1990  | 548.728       | 01.01.2010 | 541.298       |
| 01.01.2001  | 553.264       | 01.01.2011 | 539.674       |
| 01.02.2001  | 552.998       | 01.10.2011 | 546.721       |
| 01.01.2002  | 552.478       | 01.01.2012 | 543.452       |
| 01.01.2003  | 551.837       | 01.01.2013 | 541.352       |
| 01.01.2004  | 550.265       | 01.01.2014 | 539.507       |
| 01.01.2005  | 549.372       | 01.01.2015 | 537.268       |
| 01.01.2006  | 547.357       | 01.01.2016 | 534.974       |

11960: Anwesende Bevölkerung; sonst Wohnbevölkerung

### Bevölkerungsentwicklung der Kreise
Alle Kreise weisen eine negative Bevölkerungsbilanz auf.
| Kreisname           | Bevölkerungsstand am 1. Januar | Bevölkerungsstand am 1. Januar | Bevölkerungsstand am 1. Januar | Bevölkerungsstand am 1. Januar |
| Kreisname           | 2013                           | 2014                           | 2015                           | 2016                           |
| ------------------- | ------------------------------ | ------------------------------ | ------------------------------ | ------------------------------ |
| Balmazújváros       | 30.488                         | 30.353                         | 30.175                         | 30.068                         |
| Berettyóújfalu      | 45.539                         | 45.277                         | 44.999                         | 44.559                         |
| Debrecen            | 217.217                        | 216.773                        | 216.467                        | 216.098                        |
| Derecske            | 41.820                         | 41.775                         | 41.466                         | 41.348                         |
| Hajdúböszörmény     | 40.424                         | 40.129                         | 39.901                         | 39.573                         |
| Hajdúhadház         | 22.328                         | 22.335                         | 22.322                         | 22.238                         |
| Hajdúnánás          | 29.638                         | 29.514                         | 29.318                         | 29.115                         |
| Hajdúszoboszló      | 43.175                         | 42.983                         | 42.665                         | 42.615                         |
| Nyíradony           | 29.846                         | 29.808                         | 29.841                         | 29.678                         |
| Püspökladány        | 40.877                         | 40.560                         | 40.114                         | 39.682                         |
| Komitat Hajdú-Bihar | 541.352                        | 539.507                        | 537.268                        | 534.974                        |

## Politik
Bei den Kommunalwahlen im Jahr 2024 waren die Ergebnisse im Komitat Hajdú-Bihar wie folgt:
| Kommunalwahl | Fidesz-KDNP | MHM     | MM      | DK      | MSZP   |
| ------------ | ----------- | ------- | ------- | ------- | ------ |
| Stimmen 2024 | 56,65 %     | 17,60 % | 12,46 % | 10,40 % | 2,88 % |

Sitzverteilung 2024
- Fidesz-KDNP: 15 Sitze
- MHM: 4 Sitze
- DK: 3 Sitze
- MM: 2 Sitz
- MSZP: 0 Sitze

## Geschichte und Kultur
Hajdú ist das traditionelle Komitat der Heiducken, die hier um 1605 von István Bocskai als Grenzwehr gegen die Osmanen angesiedelt wurden. Er wurde nach dem Vertrag von Trianon 1920 mit den Resten des historischen Komitats Bihar vereinigt, dessen größter Teil seit damals zu Rumänien gehört und dort den Kreis Bihor bildet.

### Museen
Die staatliche Direktion der Museen des Komitats Hajdú-Bihar ist Träger von 8 Komitatsmuseen. Komitatssitz ist die Stadt Debrecen.
| - Bagamér, Dorfmuseum (Falumúzeum) - Balmazújváros Andor-Semsey-Museum - Berettyóújfalu, Bihar-Museum* - Debrecen, Déri-Museum* - Debrecen, László-Holló-Gedenkmuseum (Emlékmúzeum) - Debrecen, Ferenc-Medgyessy-Gedenkmuseum* (Emlékmúzeum) - Debrecen, Literaturmuseum | - Debrecen, Medizinische Sammlung der Universität Debrecen - Hajdúböszörmény, Heiducken-Museum - Hajdúböszörmény, Heimatmuseum (Helytörténeti Múzeum) - Hajdúdorog, Heimatmuseum (Helytörténeti Múzeum) - Hajdúnánás, Heimatmuseum (Helytörténeti Múzeum) - Hajdúszoboszló, István-Bocskai-Museum* - Hortobágy, Hirtenmuseum | - Hosszúpályi, Dorfmuseum (Falumúzeum) - Mezőcsát, Heimatmuseum - Nagyrábé, Dorfmuseum (Falumúzeum) - Püspökladány, Ferenc Karacs-Museum* - Tiszacsege, Tüzelős-ól-Museum - Tiszaújváros, Stadtmuseum (Városi Múzeum) |

* Komitatsmuseum